# 大津奉行
大津奉行（おおつぶぎょう）とは、中世以後に近江国大津（現在の滋賀県大津市）に設置されていた役職。時期によって大津代官（おおつだいかん）と呼ばれたり、両者併置の時期もある。
六角氏（氏綱あるいは定頼）が天文2年（1534年）に設置して、駒井清宗を大津奉行に任じたのが最古とされているが詳細は不詳である。以後、清宗は大津氏を名乗って子孫が代々奉行を継承した。六角氏滅亡後、織田信長が足利義昭の許可を得て大津に代官を派遣して支配下に置いた。
徳川家康は、慶長5年（1600年）に末吉勘兵衛を大津奉行、翌年には大久保長安を大津代官に任命して奉行と代官を分離した。元和元年（1615年）に大津奉行を遠国奉行として大津代官をその指揮下としたが、享保7年（1722年）にともに廃止されて京都町奉行に統合された。
大津代官所は明和9年（1772年）に復活し、以後は石原氏が幕末までほぼ世襲した。慶応4年（1868年）に大津裁判所を経て大津県となり、現在の滋賀県の前身となっている。